# توماس سكيدمور
توماس سكيدمور (بالإنجليزية: Thomas Skidmore)‏ (و. 1932 – 2016 م) هو مؤرخ، وبروفيسور (أستاذ جامعي) من الولايات المتحدة الأمريكية . ولد في تروي، أوهايو .

## التعليم
تعلم في جامعة أوكسفورد، وجامعة هارفارد.

## مناصب وهيئات
أدار جامعة براون، وجامعة ويسكونسن-ماديسون.

## جوائز
حصل على جوائز منها:
- زمالة غوغنهايم.